# Michael de la Pole, 1.º Conde de Suffolk
‎Michael de la Pole, 1.º Conde de Suffolk, 1.º Barão de la Pole‎‎ (1330 - 5 de setembro de 1389) do ‎‎Castelo de Wingfield‎‎ em ‎‎Suffolk‎‎, foi um ‎‎financista‎‎ inglês e ‎‎Lorde Chanceler‎‎ da Inglaterra. Seu ‎‎contemporâneo Froissart‎‎ retrata de la Pole como um conselheiro desonesto e ineficaz que dissuadiu o rei Ricardo II de buscar uma certa vitória contra as forças francesas e escocesas em ‎‎Cumberland‎‎ e fomentou suspeitas indevidas do tio do rei ‎‎João de Gante, 1º Duque de Lancaster.‎‎

## Carreira
Michael gozava de uma popularidade ainda maior na corte do que seu pai, tornando-se um dos amigos mais confiáveis e íntimos do sucessor de Eduardo, ‎‎Ricardo II‎‎. Ele foi nomeado ‎‎Chanceler‎‎ em 1383,‎‎ e criado ‎‎Conde de Suffolk‎‎ em 1385, o primeiro de sua família a manter qualquer título (o condado havia sido extinto em 1382 com a morte de William de ‎‎Ufford).‎‎ No entanto, no fim da década de 1380 sua fortuna mudou radicalmente, em sintonia com as do rei. Durante o ‎‎Maravilhoso Parlamento‎‎ de 1386, ele foi cassado sob acusações de desfalque e negligência, vítima do aumento das tensões entre o Parlamento e Ricardo. Foi o primeiro funcionário da história inglesa a ser removido do cargo pelo processo de impeachment.